# A-tom-ic Jones
A-tom-ic Jones è il terzo album in studio del cantante gallese Tom Jones, pubblicato nel 1966.

## Tracce
Lato 1
1. Dr. Love (Ken Lauber, Sidney J. Wyche)
2. Face of a Loser (Les Reed, Robin Conrad)
3. It's Been a Long Time Coming (Jimmy Radcliffe, Joey Brooks)
4. In a Woman's Eyes (Bobby Russell, Martha Sharp)
5. More (Nino Oliviero, Norman Newell, Riz Ortolani)
6. I'll Never Let You Go (Gordon Mills)
7. The Loser (Deborah Losak, Sharon Vanselow)

Lato 2
1. To Make a Big Man Cry (Les Reed, Peter Callander)
2. Key to My Heart (Gordon Mills)
3. True Love Comes Only Once in a Lifetime (Bob Halley, Neval Nader)
4. A Little You (Gordon Mills)
5. You're So Good for Me (Ezio Leoni, Robin Conrad)
6. Where Do You Belong (Gordon Mills)
7. These Things You Don't Forget (Van McCoy)